# The Voice That Is!
The Voice That Is! — студійний альбом американського джазового співака Джонні Гартмана, випущений у 1964 році лейблом Impulse!.

## Опис
Записаний 22 і 24 вересня 1964 року на студії Van Gelder Studio в Енглвуд-Кліффс (Нью-Джерсі).
Альбом став третім і останнім для Гартмана на лейблі Impulse! До альбому увійшла перша вокальна інтерпретація «A Slow Hot Wind» Генрі Манчіні, а також «The More I See You», «Joey, Joey, Joey», «These Foolish Things» і «Sunrise, Sunset» з мюзиклу «Скрипаль на даху».

## Список композицій
1. «The More I See You» (Марк Гордон, Гаррі Воррен) — 2:26
2. «A Slow Hot Wind» (Нормал Гімбел, Генрі Манчіні) — 3:20
3. «Let Me Love You» (Барт Говард) — 1:45
4. «Funny World (Theme Fom Malamondo)» (Алан Брандт, Енніо Морріконе) — 4:08
5. «These Foolish Things» (Гаррі Лінк, Голт Марвелл, Джек Стрекі) — 4:17
6. «My Ship» (Айра Гершвін, Курт Вайль) — 3:08
7. «The Day the World Stopped Turning» (Бадді Кей, Філіп Спрінгер) — 2:29
8. «Joey, Joey, Joey» (Френк Лессер) — 4:24
9. «Sunrise, Sunset» (Джеррі Бок, Шелдон Гарнік) — 2:48
10. «Waltz for Debby» (Білл Еванс, Джин Ліс) — 3:44
11. «It Never Entered My Mind» (Лоренц Гарт, Річард Роджерс) — 3:35

Записаний у Нью-Йорку 22 вересня 1964 року (треки 1–5) і 24 вересня 1964 року (треки 6–11).

## Учасники запису
- Джонні Гартман — вокал
- Генк Джонс — фортепіано (1, 5, 6, 10, 11)
- Говард Коллінс, Баррі Гелбрейт — гітара
- Боб Геммер — фортепіано, аранжування
- Річард Девіс — бас
- Дік Гефер — англійський ріжок, флейта
- Філ Краус — маримба
- Озі Джонсон — ударні
- Віллі Родрігес — перкусія (латинська)

Технічний персонал
- Боб Тіл — продюсер
- Роберт Флінн — дизайн обкладинки
- Чарлз Стюарт — фотографії обкладинки